# Oakland (Illinois)
Oakland és una població dels Estats Units a l'estat d'Illinois. Segons el cens del 2000 tenia 996 habitants.

## Demografia
Segons el cens del 2000, Oakland tenia 996 habitants, 416 habitatges, i 294 famílies. La densitat de població era de 469 habitants/km².
Dels 416 habitatges en un 31,7% hi vivien nens de menys de 18 anys, en un 55% hi vivien parelles casades, en un 12,5% dones solteres, i en un 29,1% no eren unitats familiars. En el 26,2% dels habitatges hi vivien persones soles el 14,9% de les quals corresponia a persones de 65 anys o més que vivien soles. El nombre mitjà de persones vivint en cada habitatge era de 2,39 i el nombre mitjà de persones que vivien en cada família era de 2,86.
Per edats la població es repartia de la següent manera: un 26,1% tenia menys de 18 anys, un 7,5% entre 18 i 24, un 24,7% entre 25 i 44, un 24,8% de 45 a 60 i un 16,9% 65 anys o més.
L'edat mediana era de 40 anys. Per cada 100 dones de 18 o més anys hi havia 84 homes.
La renda mediana per habitatge era de 34.038 $ i la renda mediana per família de 38.167 $. Els homes tenien una renda mediana de 29.342 $ mentre que les dones 20.577 $. La renda per capita de la població era de 15.964 $. Aproximadament el 8,8% de les famílies i el 10,8% de la població estaven per davall del llindar de pobresa.

## Poblacions més properes
El següent diagrama mostra les poblacions més properes.